# Cosmopelma
Cosmopelma is een geslacht van spinnen uit de familie Barychelidae.

## Soorten
Het geslacht kent de volgende soorten:
- Cosmopelma decoratum Simon, 1889
- Cosmopelma dentatum Fischel, 1927